# Flicka försvunnen
Flicka försvunnen är en roman av Sara Lövestam, utgiven 2015. Romanen handlar om en ung detektiv Kouplan och hans första kund Pernilla och hennes försvunna dotter, Julia. Flicka försvunnen är en lättläst version av romanen Sanning med modifikation. Sara Lövestam har återberättat den själv. 